# FestiGays
FestiGays (транскр.  Фести Гејс) добротворна је организација  за права ЛГБТ+ особа са седиштем у Стразбуру. Основана је 2001. године. Основна сврха удружења је годишња организација параде поноса у Стразбуру.
Удружење је такође заузело став у корист слободне промене цивилног статуса за трансродне особе, против стигматизације и   
дискриминације особа са ХИВ-ом, итд.